# Nobelova nagrada za fiziologiju ili medicinu
Nobelovu nagradu za fiziologiju ili medicinu (švedski: Nobelpriset i fysiologi eller medicin) jednom godišnje dodjeljuje švedski Karolinska institut. To je jedna od pet nobelovih nagrada koje se po oporuci koju je 1895. sastavio Alfred Nobel od 1901. godine dodjeljuju za iznimne doprinose u području fizike, kemije, književnosti, mira i fiziologije ili medicine.

## Nagrada
Ova nagrada kojom rukovodi Zaklada Nobel se općenito smatra najprestižnijim priznanjem koje jedan znanstvenik može primiti. Svake se godine dodjeljuje na godišnjem ceremonijalu Nobelove smrti, 10. prosinca u Stockholmu. Vrhunac ceremonije dodjele Nobelove nagrade u Stockholmu je kada svaki Nobelov laureat pristupi da primi nagradu iz ruku Njegovog visočanstva Kralja Švedske. Pred očima svijeta, Nobelov laureat prima tri predmeta: diplomu, zlatnu medalju te priznanicu kojim se potvrđuje novčani iznos.
Medalja Nobelova odbora Karolinska instituta je zaštitni znak Zaklade Nobel te je njezin izgled međunarodno priznati simbol prestiža. Na licu nagradne medalje za fiziologiju ili medicinu je prikazan isti profil Alfreda Nobela kakav nalazimo i na medaljama nagrada za fiziku, kemiju i književnost. Lijevo do ugraviranog lika piše Alfr. Nobel, dok su desno navedeni nadnevci njegovog rođenja i smrti. Naličje medalje predstavlja Genija medicine koji drži otvorenu knjigu u njedru i skuplja vodu koja izvire iz stijene kako bi utažio žeđ bolesne djevojčice.

## Postupak izbora
Izbor dobitnika Nobelove nagrade za fiziologiju ili medicinu je ograničen na najviše tri laureata i dva različita rada. Njih izabire peteročlani odbor koji proglašava Karolinska institut. U prvoj fazi, oko tri tisuće pojedinaca ima privilegiju osobno i diskretno predložiti potencijalne kandidate. Imena onih koji uđu u uži izbor nikada se ne obznanjuju u javnost niti se ti podaci otkrivaju nominiranima. Informacija je službena tajna u trajanju od 50 godina, no u praksi se i prije isteka tog razdoblja dozna poneki bivši kandidat.
Stručni odbor zatim valorizira nominirane dok ne nastane popis od oko 200 preliminarnih kandidata. Popis zatim revidiraju dok ne ostane približno 15 imena. U posljednjoj fazi se vode rasprave o mogućim dobitnicima dok na posljetku ne ostanu samo pobjednici. Odbor izvještaj s preporukama u ovoj fazi šalje ovlaštenoj ustanovi. Taj je polagani i temeljiti postupak izrijekom tražio sam Nobel. Iako postumne nominacije nisu dozvoljene, nagradu može dobiti i pojedinac koji je umro u vremenu između nominacije i konačne odluke nagradnog odbora.

## Laureati
Prvu Nobelovu nagradu za fiziologiju ili medicinu je 1901. primio njemački fiziolog Emil Adolf von Behring za svoj rad na serumskoj terapiji, a posebno njenoj primjeni protiv difterije, kojim je otvorio nov put u domeni bioloških znanosti i time u ruke liječnika predao pobjedničko oružje protiv bolesti i smrti. Trenutno posljednju Nobelovu nagradu za fiziologiju ili medicinu su 2008. primili Nijemac Harald zur Hausen za otkriće humanog papiloma virusa koji uzrokuje rak vrata maternice te Francuzi Françoise Barré-Sinoussi i Luc Montagnier za otkriće virusa humane imunodeficijencije. Oni dijele trenutačni nagradni iznos od 10 000 000 SEK (oko 6,5 milijuna HRK).
Popis dobitnika Nobelove nagrade za fiziologiju ili medicinu od 1901. do danas.
| Godina | Ime                                                                                | Područje (zasluga) |
| ------ | ---------------------------------------------------------------------------------- | --- |
| 1901.  | Emil Adolf von Behring                                                             | za otkriće cjepiva protiv difterije |
| 1902.  | Ronald Ross                                                                        | za istraživanje malarije |
| 1903.  | Niels Ryberg Finsen                                                                | za liječenje svjetlom lupus vulgarisa, posebna oblik tuberkuloze kože |
| 1904.  | Ivan Petrovič Pavlov                                                               | za rad o fiziologiji probavnog sustava |
| 1905.  | Robert Koch                                                                        | za otkriće uzročnika tuberkuloze |
| 1906.  | Camillo Golgi, Santiago Ramón y Cajal                                              | za istraživanje živčanog sustava |
| 1907.  | Charles Louis Alphonse Laveran                                                     | za istraživanje praživotinja (protozoa) uzočnika bolesti |
| 1908.  | Ilja Iljič Mečnikov, Paul Ehrlich                                                  | za proučavanje imunološkog sustava |
| 1909.  | Emil Theodor Kocher                                                                | za rad o štitnoj žlijezdi |
| 1910.  | Albrecht Kossel                                                                    | za istraživanje na području biologije stanice, posebno bjelančevina i nukleinskih kiselina |
| 1911.  | Allvar Gullstrand                                                                  | za istraživanje načina na koji se stvara slika na leći oka |
| 1912.  | Alexis Carrel                                                                      | za rad o šivanju krvnih žila i transplantaciji |
| 1913.  | Charles Robert Richet                                                              | za otkriće anafilakse |
| 1914.  | Robert Bárány                                                                      | za istraživanje vestibularnog aparata unutarnjeg uha |
| 1919.  | Jules Bordet                                                                       | za otkriće komplementa u imunološkom sustavu |
| 1920.  | Schack August Steenberg Krogh                                                      | za izlaganje da je izmjena plinova u plućima obična difuzija |
| 1922.  | Archibald Vivian Hill, Otto Fritz Meyerhof                                         | za istraživanje mišića, posebno njihova stvaranja topline i odnosa između potrošnje kisika i metabolizma mliječne kiseline |
| 1923.  | Frederick Grant Banting, John James Richard Macleod                                | za otkriće inzulina |
| 1924.  | Willem Einthoven                                                                   | za otkriće mehanizma elektrokardiograma |
| 1926.  | Johannes Andreas Grib Fibiger                                                      | za tumačenje oblića Spiroptera carcinoma i umjetno pobuđivanje bolesti raka u životinji |
| 1927.  | Julius Wagner-Jauregg                                                              | za liječenje opće paralize infekcijom malarije |
| 1928.  | Charles Jules Henri Nicolle                                                        | za rad o tifusu |
| 1929.  | Christiaan Eijkman, Sir Frederick Gowland Hopkins                                  | za otkriće raznih vitamina |
| 1930.  | Karl Landsteiner                                                                   | za otkriće krvnih grupa kod čovjeka |
| 1931.  | Otto Heinrich Warburg                                                              | za istraživanje citokroma u staničnom disanju |
| 1932.  | Sir Charles Scott Sherrington, Edgar Douglas Adrian                                | za rad o funkciji neurona uključujući podatak da jači podražaji uzrokuju živčani impuls više frekvencije |
| 1933.  | Thomas Hunt Morgan                                                                 | za otkriće uloge kromosoma u nasljeđivanju |
| 1934.  | George Hoyt Whipple, George Richards Minot, William Parry Murphy                   | za otkriće jetrene terapije protiv anemije |
| 1935.  | Hans Spemann                                                                       | za otkriće središta organizacije u ranom razvoju organizama |
| 1936.  | Sir Henry Hallett Dale, Otto Loewi                                                 | za rad o prijenosu živčanih impulsa putem neurotransmitera |
| 1937.  | Albert Szent-Györgyi von Nagyrapolt                                                | za opis vitamina C i otkirće da se kisik veže s vodikom tijekom staničnog disanja |
| 1938.  | Corneille Jean François Heymans                                                    | za izlaganje kako tijelo mjeri krvni tlak i količinu kisika u krvi i informacije o tome prenosi u mozak |
| 1939.  | Gerhard Domagk                                                                     | za otkriće of the sulfonamida Prontosil, prvog lijeka protiv bakterijskih zaraza |
| 1943.  | Henrik Carl Peter Dam, Edward Adelbert Doisy                                       | za otkriće vitamina K i njegove kemijske strukture |
| 1944.  | Joseph Erlanger, Herbert Spencer Gasser                                            | za svoja otkrića koja se odnose na izrazito različite funkcije pojedinih živčanih vlakana |
| 1945.  | Sir Alexander Fleming, Ernst Boris Chain, Sir Howard Walter Florey                 | za otkriće penicilina i njegovih svojstava u liječenju opasnih bolesti |
| 1946.  | Hermann Joseph Muller                                                              | za otkriće da mutacije mogu pobuditi x-zrake |
| 1947.  | Carl Ferdinand Cori, Gerty Theresa Cori (rođena Radnitz), Bernardo Alberto Houssay | za otkriće načina na koji se glikogen u tijelu pretvara u glukozu, i na koji hormoni hipofize utječu na metabolizam šećera |
| 1948.  | Paul Hermann Müller                                                                | za otkriće insekticida DDT |
| 1949.  | Walter Rudolf Hess, Antonio Caetano De Abreu Freire Egas Moniz                     | Hess za mapiranje raznih funkcija srednjeg mozga; Moniz za otkriće terapeutskih učinaka lobotomije |
| 1950.  | Edward Calvin Kendall, Tadeus Reichstein, Philip Showalter Hench                   | za otkriće hormona u kori nadbubrežne žlijezde, njihove građe i funkcije |
| 1951.  | Max Theiler                                                                        | za razvoj cjepiva protiv žute groznice |
| 1952.  | Selman Abraham Waksman                                                             | za otkriće prvog antibiotika protiv tuberkuloze |
| 1953.  | Hans Adolf Krebs                                                                   | za otkriće ciklusa limunske kiseline u staničnom disanju |
| 1953.  | Fritz Albert Lipmann                                                               | za otkriće i istraživanje koenzima A |
| 1954.  | John Franklin Enders, Thomas Huckle Weller, Frederick Chapman Robbins              | za otkriće mogućnosti virusa poliomijelitisa da raste u kulturama različitih vrsta tkiva |
| 1955.  | Axel Hugo Theodor Theorell                                                         | za istraživanje enzima i njihovog djelovanja, posebno enzima oksidaze |
| 1956.  | André Frédéric Cournand, Werner Forßmann, Dickinson W. Richards                    | za izlaganje o načinu postavljanja katetera u srce i proučavanej raznih srčanih obolijenja |
| 1957.  | Daniel Bovet                                                                       | za otkriće sintetskih lijekova poput antihistamina koji blokiraju djelovanje bioloških amina |
| 1958.  | George Wells Beadle, Edward Lawrie Tatum, Joshua Lederberg                         | za dokaz da geni upravljaju pojedinačne korake metabolizma |
| 1959.  | Severo Ochoa, Arthur Kornberg                                                      | za sintezu nukleinskih kiselina RNK-a i DNK-a |
| 1960.  | Sir Frank Macfarlane Burnet, Peter Brian Medawar                                   | za otkriće da imunološki sustav fetusa uči razlikovati vlastito i tuđe |
| 1961.  | Georg von Békésy                                                                   | za istraživanja na području selekcijskih sposobnosti sluha i otkrića o funkciji kohleje |
| 1962.  | Francis Harry Compton Crick, James Dewey Watson, Maurice Hugh Frederick Wilkins    | za otkriće molekulske strukture DNK-a |
| 1963.  | Sir John Carew Eccles, Alan Lloyd Hodgkin, Andrew Fielding Huxley                  | za opis električnog prijenosa impulsa duž živca |
| 1964.  | Konrad Bloch, Feodor Lynen                                                         | za istraživanje metabolizma kolesterola i masnih kieslina |
| 1965.  | François Jacob, André Lwoff, Jacques Monod                                         | za otkriće glasničkog RNK, ribosoma, i gena koji upravljaju izražavanje drugih gena |
| 1966.  | Peyton Rous                                                                        | za otkriće virusa koji pobuđuju stvaranje tumora |
| 1966.  | Charles Brenton Huggins                                                            | za otkriće postupka liječenja raka prostate s pomoću hormona |
| 1967.  | Ragnar Granit, Haldan Keffer Hartline, George Wald                                 | za opis različitih vrsta stanica osjetljivih na svjetlo unutar oka i načina na koji svjetlo s njima međudjeluje |
| 1968.  | Robert W. Holley, Har Gobind Khorana, Marshall W. Nirenberg                        | za opis genskog koda i načina na koji regulira sintezu proteina |
| 1969.  | Max Delbrück, Alfred D. Hershey, Salvador E. Luria                                 | za rad na mehanizmima replikacije i genetici virusa |
| 1970.  | Sir Bernard Katz, Ulf von Euler, Julius Axelrod                                    | za rad na neurotransmiterima |
| 1971.  | Earl W. Sutherland, Jr.                                                            | za otkriće rada hormona, posebno epinefrina, sekundarnim glasnicima |
| 1972.  | Gerald M. Edelman, Rodney R. Porter                                                | za otkriće kemijske građe protutijela |
| 1973.  | Karl von Frisch, Konrad Lorenz, Nikolaas Tinbergen                                 | za proučavanje društvenog ponašanja u životinja, posebno objašnjenje plesnog jezika pčela i mladih ptica koje se vežu za majku |
| 1974.  | Albert Claude, Christian de Duve, George E. Palade                                 | za opis građe i funkcije organela u biološkim stanicama |
| 1975.  | David Baltimore, Renato Dulbecco, Howard Martin Temin                              | za opis načina na koji tumorski virusi djeluju na genski materijal stanice |
| 1976.  | Baruch S. Blumberg                                                                 | za otkriće virusa hepatitisa B |
| 1976.  | D. Carleton Gajdusek                                                               | za opis bolesti kuru čiji je uzrok kanibalizam |
| 1977.  | Roger Guillemin, Andrew V. Schally                                                 | za rad o peptidnim hormonima koji se proizvode u mozgu |
| 1977.  | Rosalyn Yalow                                                                      | za osmišljavanje Yalow-Bersonove metode mjerenja minutne količine peptidnih hormona pomoću protutijela |
| 1978.  | Werner Arber, Daniel Nathans, Hamilton O. Smith                                    | za otkriće restrikcijskih enzima koji su u službi molekularne biologije |
| 1979.  | Allan M. Cormack, Godfrey N. Hounsfield                                            | za razvoj računalno potpomognute tomografije (CAT) |
| 1980.  | Baruj Benacerraf, Jean Dausset, George D. Snell                                    | za otkriće MHC gena koji kodiraju molekule na površini stanice, važne za imunološko razlikovanje vlastitog od tuđeg |
| 1981.  | Roger W. Sperry                                                                    | za istraživanje moždanih polutki |
| 1981.  | David H. Hubel, Torsten N. Wiesel                                                  | za rad na obradi vizualnih podataka u mozgu |
| 1982.  | Sune K. Bergström, Bengt I. Samuelsson, John R. Vane                               | za otkriće prostaglandina |
| 1983.  | Barbara McClintock                                                                 | za otkriće pokretnih genetskih elemenata ili transpozona kod kukuruza |
| 1984.  | Niels K. Jerne, Georges J. F. Köhler, César Milstein                               | za rad na imunološkom sustavu i proizvodnji monoklonalnih protutijela |
| 1985.  | Michael S. Brown, Joseph L. Goldstein                                              | za opis regulacije metabolizma kolesterola |
| 1986.  | Stanley Cohen, Rita Levi-Montalcini                                                | za otkriće čimbenika rasta |
| 1987.  | Susumu Tonegawa (利根川進)                                                         | za otkriće načina na koji genetički dolazi do velike raznolikosti protutijela |
| 1988.  | Sir James W. Black                                                                 | za razvoj beta-blokatora i histamin-2 receptorskih blokatora |
| 1988.  | Gertrude B. Elion                                                                  | za razvoj ljekova koji se koriste za liječenje raka i onemogućavanje odbacivanja transplanta |
| 1988.  | George H. Hitchings                                                                | za razvoj različitih antibiotika |
| 1989.  | J. Michael Bishop, Harold E. Varmus                                                | za otkriće staničnog podrijetla retrovirusnih onkogena |
| 1990.  | Joseph E. Murray, E. Donnall Thomas                                                | za rad o transplataciji organa i stanica |
| 1991.  | Erwin Neher, Bert Sakmann                                                          | za razvoj tehnika koje dokazuju da ionski kanali postoje u staničnoj membrani, što omogućava proučavanje njihovih svojstava |
| 1992.  | Edmond H. Fischer, Edwin G. Krebs                                                  | za otkriće načina na koji se proteinska fosforilacija koristi za upravljanje biološkim procesima |
| 1993.  | Richard J. Roberts, Phillip A. Sharp                                               | za otkriće da geni u eukariota nisu povezani nizovi, nego sadrže introne i da se dijeljenje glasničkog RNK-a kako bi se poništili ti introni može zbiti na različite načine, proizvodeći različite proteine od istog slijeda DNK-a |
| 1994.  | Alfred G. Gilman, Martin Rodbell                                                   | za otkriće G proteina i njihove uloge u signalnoj transdukciji u stanicama |
| 1995.  | Edward B. Lewis, Christiane Nüsslein-Volhard, Eric F. Wieschaus                    | za otkriće gena koji su uključeni u razvojni program vinske mušice |
| 1996.  | Peter C. Doherty, Rolf M. Zinkernagel                                              | za opis načina na koji bijele krvne stanice koriste MHC molekule, s ciljem pronalažanja i uništavanja virusom zaraženih stanica.                                                                                                   |
| 1997.  | Stanley B. Prusiner                                                                | za otkriće priona, infektivnih proteinskih čestica |
| 1998.  | Robert F. Furchgott, Louis J. Ignarro, Ferid Murad                                 | za otkriće signalnih svojstava dušikova oksida |
| 1999.  | Günter Blobel                                                                      | za otkriće da tek sintetizirani proteini sadrže adresne dodatke koji ih upućuju na ispravno mjesto unutar stanice |
| 2000.  | Arvid Carlsson                                                                     | za dokaz da je dopamin moždani neurotransmiter čiji manjak dovodi do simptoma Parkinsonove bolesti |
| 2000.  | Paul Greengard                                                                     | za izlaganje načina na koji neurotransmiteri djeluju na stanicu i mogu aktivirati središnju molekulu, poznatu kao DARPP-32 |
| 2000.  | Eric Kandel                                                                        | za opis načina na koji se na molekulskoj razini oblikuje kratkotrajno i dugotrajno pamćenje |
| 2001.  | Leland H. Hartwell, R. Timothy Hunt, Paul M. Nurse                                 | za otkriće ciklina i o ciklinu ovisne kinaze, središnjih molekula u regulaciji staničnoga ciklusa |
| 2002.  | Sydney Brenner, H. Robert Horvitz, John E. Sulston                                 | za uspostavljanje točnog redosljeda kojim se stanice oblića C. elegans dijele i umiru, i za tumačenje procesa programirane smrti stanice ili apoptoze                                                                              |
| 2003.  | Paul Lauterbur i Sir Peter Mansfield                                               | za otkrića vezana za vizualni prikaz dijagnostike magnetskom rezonancijom |
| 2004.  | Linda B. Buck i Richard Axel                                                       | za otkriće mirisnog receptora i organizaciju olfaktornog sustava |
| 2005.  | Barry J. Marshall i Robin Warren                                                   | za otkriće bakterije Helicobacter pylori i njezine uloge u gastritisu i nastajanju ulkusa probavila |
| 2006.  | Andrew Z. Fire i Craig C. Mello                                                    | za otkriće RNK interferecije - stišavanja gena dvostrukim RNK-om |
| 2007.  | Mario Capecchi, Sir Martin Evans i Oliver Smithies                                 | za otkriće uvođenja specifičnih genetskih modifikacija kod miševa, pomoću embrijskih matičnih stanica |
| 2008.  | Harald zur Hausen, Françoise Barré-Sinoussi i Luc Montagnier                       | Harald zur Hausen za otkriće da humani papiloma virus uzrokuje rak vrata maternica, a Barré-Sinoussi i Montagnier za otkriće virusa HIV                                                                                            |
| 2009.  | Elizabeth H. Blackburn, Carol W. Greider i Jack W. Szostak                         | za otkriće kako telomere štite kromosome i enzima telomeraze |
| 2010.  | Robert Edwards                                                                     | za pomoć u liječenju ljudske neplodnosti razvojem in vitro oplodnje |
| 2011.  | Bruce Beutler, Jules Hoffmann, Ralph Steinman                                      | za otkriće dendritičkih stanica, Toll gena i TLR receptora |
| 2012.  | John B. Gurdon, Shinya Yamanaka                                                    | za otkrića na matičnim stanicama |
| 2013.  | James Rothman, Randy Schekman, Thomas Südhof                                       | za otkriće molekularnih principa kojima stanice organiziraju svoj transportni sustav |
| 2014.  | John O'Keefe, May-Britt Moser, Edvard I. Moser                                     | za otkriće stanica koje čine sustav pozicioniranja u mozgu |
| 2015.  | William C. Campbell, Satoshi Ōmura Youyou Tu                                       | za otkrića koja se tiču nove terapije infekcija uzrokovanih parazitskim oblićima za njezina otkrića koja se tiču nove terapije malarije                                                                                            |
| 2016.  | Yoshinori Ohsumi                                                                   | za otkriće mehanizama za autofagiju |
| 2017.  | Jeffrey C. Hall, Michael Rosbah, Michael Young                                     | za njihova otkrića molekularnih mehanizama koji kontroliraju cirkadijanski ritam |
| 2018.  | James P. Allison, Tasuku Honjo                                                     | za njihovo otkriće terapije raka inhibicijom negativne imunološke regulacije |
| 2019.  | William Kaelin, sir Peter Ratcliffe, Greg Semenza                                  | za svoja otkrića kako stanice osjećaju i prilagođavaju se dostupnosti kisika. |
| 2020.  | Michael Houghton, Harvey J. Alter, Charles M. Rice                                 | za otkriće virusa hepatitisa C. |
| 2021.  | David Julius, Ardem Patapoutian                                                    | za svoja otkrića receptora za temperaturu i dodir |
| 2022.  | Svante Pääbo                                                                       | za svoja otkrića koja se tiču genoma izumrlih hominina i ljudske evolucije |
| 2023.  | Katalin Karikó, Drew Weissman                                                      | za svoja otkrića razvijanja tehnologije koja je rezultirala mRNA cjepivom za COVID-19 |
| 2024.  | Victor Ambros, Gary Ruvkun                                                         | za otkriće mikroRNA molekule i njezine ključne uloge u shvaćanju kako višestanični organizmi rastu i žive |